# Estiramento (método de tortura)
Estiramento foi um método de tortura e execução na Idade Média.

## História
O estiramento foi um método de tortura ultlizados por executores na idade média. O instrumento de tortura era composto por uma estrutura retangular, geralmente feita de madeira, ligeiramente elevada do solo, com um rolo em uma ou ambas as extremidades. Os tornozelos da vítima são fixados a um rolo enquanto os pulsos são acorrentados ao outro. À medida que o interrogatório avança, uma alavanca e um mecanismo de catraca ligados ao rolo superior são utilizados para recuar gradualmente as correntes, aumentando lentamente a tensão nos ombros, quadris, joelhos e cotovelos do prisioneiro, resultando em uma dor agonizante. Por meio de polias e alavancas, esse rolo pode ser girado em seu próprio eixo, esticando as cordas até que as articulações do torturado sejam deslocadas e, eventualmente, separadas. Além disso, quando as fibras musculares são esticadas em excesso, perdem a capacidade de se contrair, tornando-se ineficazes.